# Élections législatives de 2020 dans le Territoire de la capitale australienne
Les élections législatives de 2020 dans le Territoire de la capitale australienne ont lieu le 17 octobre 2020 afin de renouveler les 25 sièges de l'Assemblée législative de la capitale australienne, Canberra.
Les élections voient arriver en tête le Parti travailliste, suivi du Parti libéral, tous deux en recul en termes de sièges, malgré une légère progression du premier en termes de voix. Bien qu'arrivés en troisième place, les Verts australiens se révèlent les grand gagnants du scrutin en remportant les sièges perdus par les deux autres formations. Le parti écologiste renforce ainsi sa position de faiseur de rois. 
Le parti travailliste renouvèle sa coalition avec les verts, permettant au travailliste Andrew Barr d'être reconduit au poste de Ministre en chef du Territoire de la capitale australienne.

## Contexte
Les élections de 2016 voient la victoire du Parti travailliste pour la quatrième fois consécutive. Menés par le Ministre en chef Andrew Barr, ils arrivent en tête des premières préférences et obtiennent douze sièges contre onze au principal parti d’opposition, le Parti libéral. Avec 2 sièges, les Verts australiens se retrouvent à nouveau en position de faiseur de rois, ce qui conduit au renouvellement du gouvernement de coalition avec les travaillistes, et la reconduction d'Andrew Barr.

## Système électoral

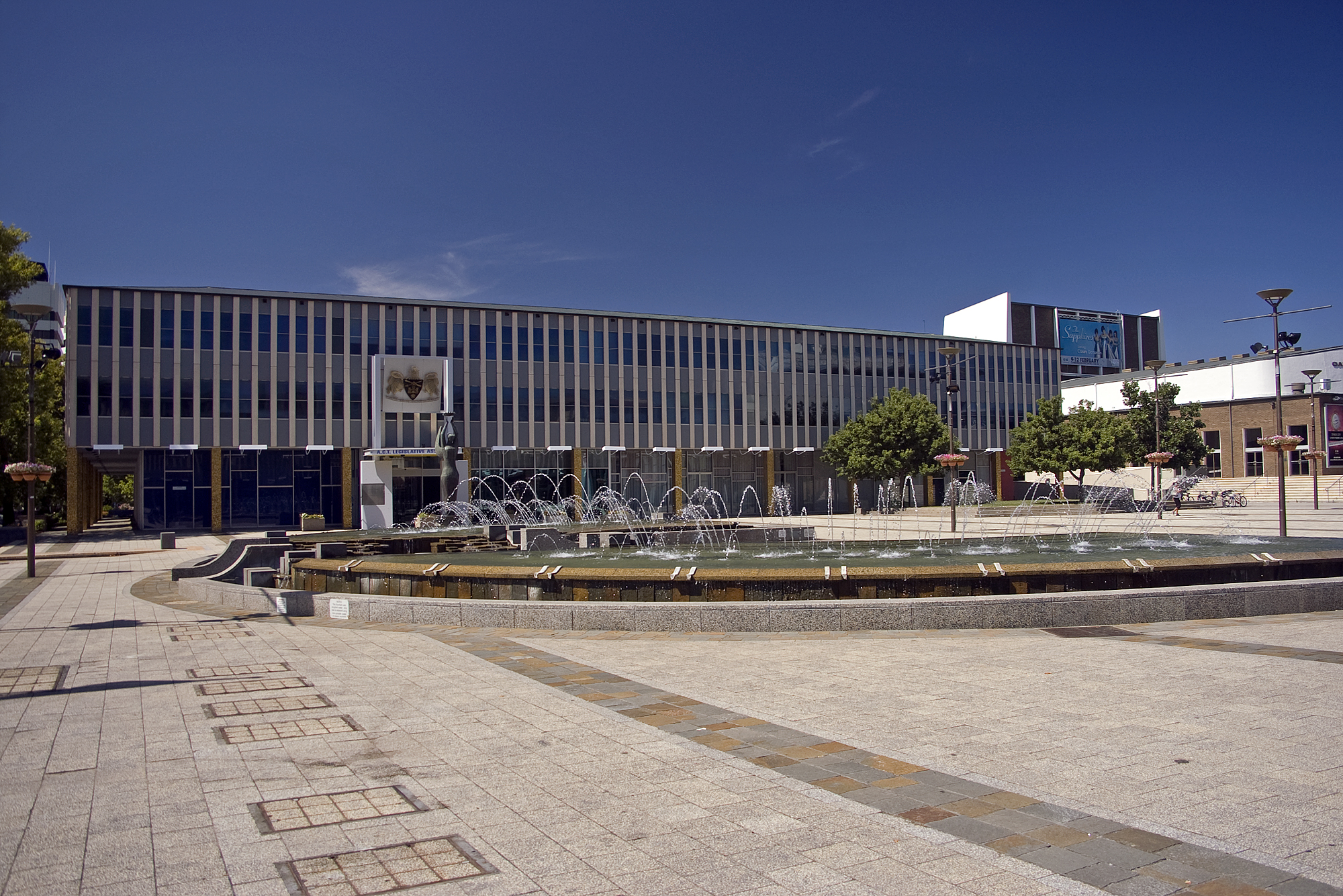
Le bâtiment de l'assemblée à Canberra.

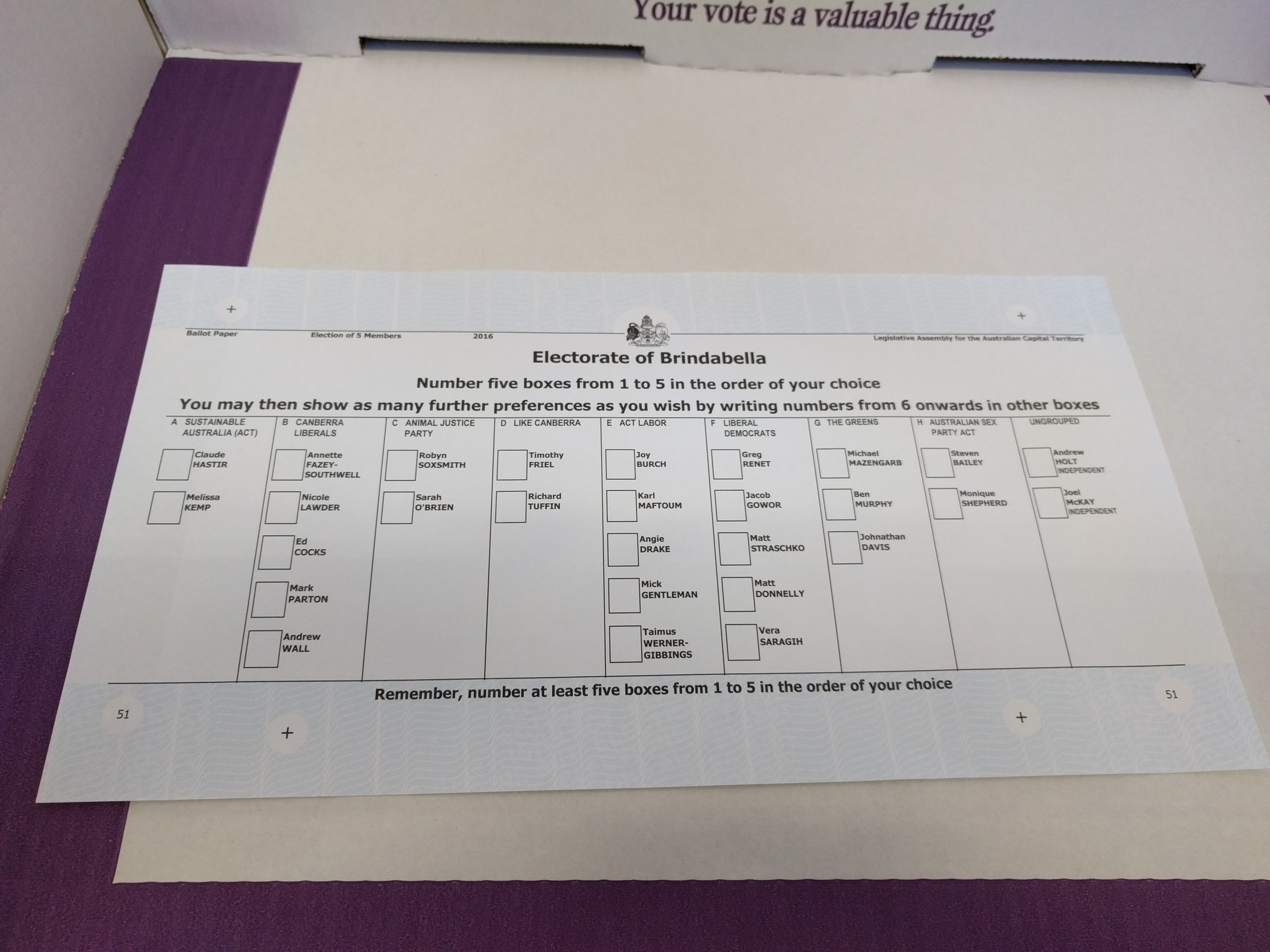
Exemple de bulletin de vote utilisé en 2016.

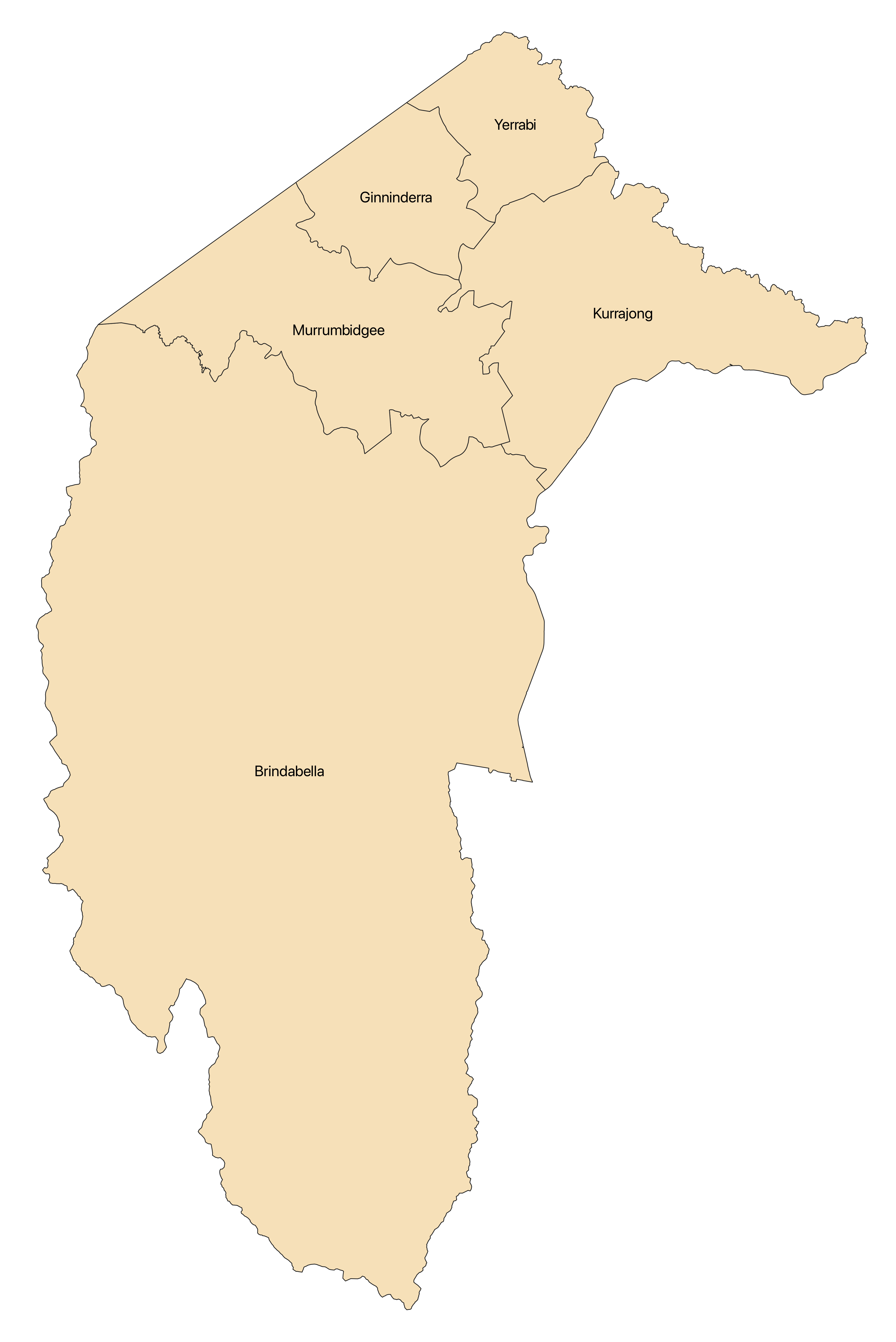
Carte des 5 circonscriptions.

L'Assemblée législative du Territoire de la capitale australienne est un parlement unicaméral doté de 25 sièges pourvus pour quatre ans à l'aide d'une forme modifiée du scrutin à vote unique transférable dans cinq circonscription électorales de cinq sièges chacune. Le scrutin utilisé, à finalité proportionnelle, est connu sous le nom de système électoral de Hare-Clark : les électeurs classent au moins autant de candidats que de sièges à pourvoir par ordre de préférences en écrivant un chiffre à côté de chacun de leurs noms sur le bulletin de vote, 1 étant la première préférence. 
Dans la pratique, les candidats sont regroupés sur le bulletin de vote par partis, et les électeurs peuvent librement sélectionner l'ensemble des candidats de ce parti ou en sélectionner des candidats de partis différents. Les partis ne sont pas contraints de présenter autant de candidats que de sièges à pourvoir, et dans le cas de petits partis tendent à en présenter un nombre restreint afin de limiter la dispersion des voix de leurs électeurs. Contrairement à d'autres parties de l'Australie, les partis ne peuvent distribuer de pamphlet à l'entrée des bureaux de vote indiquant aux électeurs comment répartir leurs voix pour les soutenir.
Au moment du dépouillement, il est d'abord établi le quota de voix à atteindre par un candidat pour obtenir un siège en divisant le nombre de votes valides plus un par le nombre de sièges à pourvoir plus un. Les premières préférences sont d'abord comptées et le ou les candidats ayant directement atteint le quota sont élus. Pour chaque candidat élu, les secondes préférences de ses électeurs sont ajoutées au total des voix des candidats restants, permettant éventuellement à ces derniers d'atteindre à leur tour le quota. Si aucun candidat n'a atteint le quota dans la circonscription, ou qu'il reste des sièges à pourvoir après attribution des secondes préférences, le candidat arrivé dernier est éliminé et ses secondes préférences attribuées aux candidats restants. Si un candidat est élu ou éliminé et que ses secondes préférences vont à un candidat lui-même déjà élu ou éliminé, les préférences suivantes sont utilisées, et ainsi de suite. L'opération est renouvelée jusqu'à ce qu'autant de candidats que de sièges à pourvoir atteignent le quota. La particularité du système de Hare-Clark tient au calcul de la répartition de ces secondes préférences : celles-ci sont ainsi divisées par le nombre total de premières préférences du candidat déjà élu. La répartition des sièges est ainsi faite à l'avantage des électeurs qui ne sont pas déjà représentés à l'assemblée par leur premier choix, ce qui, dans un système de parti, tend à une répartition proportionnelle. Cette proportionnalité du système électoral n'est cependant possible qu'en présence d'un grand nombre de préférences secondaires, au risque en leur absence de se transformer en scrutin majoritaire plurinominal. L'électeur doit par conséquent obligatoirement indiquer un minimum de cinq préférences. À défaut, son bulletin est considéré comme nul,.
Les élections de 2020 sont les deuxièmes depuis le passage en 2014 à cinq circonscription de cinq sièges, contre deux de cinq et une de sept auparavant.

## Forces en présences
Les formations ci-dessous sont les branches territoriales des partis nationaux.
| Parti Nom en anglais | Parti Nom en anglais                | Idéologie                                                  | Chef de file     | Résultat en 2016           |
| -------------------- | ----------------------------------- | ---------------------------------------------------------- | ---------------- | -------------------------- |
|                      | Parti travailliste Labor Party      | Centre gauche Social-démocratie, progressisme              | Andrew Barr      | 38,4 % des voix 12 députés |
|                      | Parti libéral Liberal Party         | Centre droit Libéral-conservatisme, libéralisme économique | Alistair Coe     | 36,7 % des voix 11 députés |
|                      | Verts australiens Australian Greens | Gauche Écologie politique                                  | Shane Rattenbury | 10,3 % des voix 2 députés  |

## Sondages
| Date              | Institut     | ALP    | LNP    | Verts  | Autres |
| ----------------- | ------------ | ------ | ------ | ------ | ------ |
| Date              | Institut     |        |        |        | Autres |
| 29 septembre 2020 | SurveyMonkey | 36,1 % | 38,6 % | 9,6 %  | 15,7 % |
| 9 août 2020       | uComms       | 37,6 % | 38,2 % | 14,6 % | 9,3 %  |

## Résultats
|                           |                           |         |       |     |        |               |  |  |  |
| Partis                    | Partis                    | Voix    | %     | +/- | Sièges | +/-           |  |  |  |
|                           | Parti travailliste        | 101 826 | 37,82 | 0,6 | 10     | 2             |  |  |  |
|                           | Parti libéral             | 91 047  | 33,81 | 2,9 | 9      | 2             |  |  |  |
|                           | Verts australiens         | 36 369  | 13,50 | 3,2 | 6      | 4             |  |  |  |
|                           | Progressistes             | 5 443   | 2,02  | Nv  | 0      | en stagnation |  |  |  |
|                           | Belco                     | 5 264   | 1,96  | Nv  | 0      | en stagnation |  |  |  |
|                           | Justice pour les animaux  | 4 762   | 1,76  | 0,3 | 0      | en stagnation |  |  |  |
|                           | Autres partis             | 17 915  | 6,65  | -   | 0      | -             |  |  |  |
|                           | Indépendants              | 6 625   | 2,46  | 2,0 | 0      | en stagnation |  |  |  |
|                           |                           |         |       |     |        |               |  |  |  |
| Votes valides             | Votes valides             | 269 251 | 98,57 |     |        |               |  |  |  |
| Votes blancs et invalides | Votes blancs et invalides | 3 892   | 1,43  |     |        |               |  |  |  |
| Total                     | Total                     | 273 143 | 100   | -   | 25     | en stagnation |  |  |  |
| Abstentions               | Abstentions               | 32 857  | 10,74 |     |        |               |  |  |  |
| Inscrits / participation  | Inscrits / participation  | 306 000 | 89,26 |     |        |               |  |  |  |

## Analyse et conséquences
Malgré une victoire qui le voit arriver en tête et se renforcer légèrement en termes de voix, le parti travailliste essuie la perte de deux sièges, tout comme les libéraux, au profit du parti des verts. Avec six sièges dont deux pris à chacune des deux principales formations politiques, ces derniers enregistrent le meilleurs résultat de leur histoire à l'assemblée du territoire.
Les travaillistes et les verts concluent le 2 novembre un accord de coalition, les seconds se voyant attribuer trois ministères, tandis que le travailliste Andrew Barr est reconduit à la tête du gouvernement.